# High River
High River est une ville de la province canadienne de l'Alberta dont la population atteint près de 13 000 personnes. Elle est située à 55 km au sud de la plus populeuse ville de cette province, Calgary, à la jonction des routes numéro 2 et 23. La rivière Highwood, un affluent de la rivière Bow, la traverse.
La ville a été incorporée en 1906, mais le site était fréquenté bien avant l'arrivée des Européens par les Amérindiens Pieds-Noirs. C'est un centre de service pour l'élevage du bétail, qui s’exerce aux alentours depuis 1880, et pour celui du blé. Le chemin de fer Canadien Pacifique s'y installe en 1892. Le romancier W. O. Mitchell a écrit plusieurs histoires se déroulant dans cette ville et le premier ministre canadien de 1979 à 1980, Joe Clark, y est né.
En juin 2013, une inondation historique affecte le sud de l'Alberta et High River est complètement évacuée quand la rivière Highwood déborde.

## Géographie
High River se situe dans la plaine du sud de l'Alberta mais très près des contreforts des montagnes Rocheuses, à une altitude de 1 035 m[réf. nécessaire]. 

### Climat
High River est dans une région au climat continental humide (Classification de Köppen Dfb).
| Mois                                        | jan.         | fév.          | mars          | avril        | mai           | juin          | jui.         | août          | sep.          | oct.          | nov.         | déc.         | année           |
| ------------------------------------------- | ------------ | ------------- | ------------- | ------------ | ------------- | ------------- | ------------ | ------------- | ------------- | ------------- | ------------ | ------------ | --------------- |
| Température minimale moyenne (°C)           | −8,4         | −5,7          | −1,9          | 4            | 8,8           | 12,7          | 15           | 14,8          | 10,1          | 5,2           | −2,3         | −6,8         | 3,8             |
| Température moyenne (°C)                    | −14,7        | −12           | −8,1          | −2,9         | 1,9           | 5,6           | 7,3          | 6,9           | 2,6           | −1,7          | −8,3         | −12,9        | −3              |
| Température maximale moyenne (°C)           | −2,1         | 0,5           | 4,3           | 10,9         | 15,8          | 19,7          | 22,7         | 22,6          | 17,6          | 12,2          | 3,7          | −0,7         | 10,6            |
| Record de froid (°C) date du record         | −45 1929/27  | −43,3 1923/14 | −40,6 1951/07 | −30 1954/02  | −19,4 1954/01 | −4,4 1919/12  | −3,9 1933/29 | −16,7 1915/31 | −16,1 1934/25 | −29,4 1935/31 | −37 1985/27  | −45 1968/29  | −45 1968/12/29  |
| Record de chaleur (°C) date du record       | 20,6 1931/30 | 23 1992/27    | 22,2 1966/29  | 30 1910/26   | 33,3 1934/29  | 35 1936/23    | 37,2 1933/25 | 35,6 1929/27  | 33,9 1950/03  | 31,7 1934/11  | 24,4 1949/02 | 20 1999/27   | 37,2 1933/07/25 |
| Précipitations (mm)                         | 22,5         | 21,5          | 32,5          | 36,6         | 73,5          | 85,3          | 62,5         | 65            | 50,3          | 20,9          | 23,1         | 24,2         | 517,9           |
| dont pluie (mm)                             | 0,1          | 0,1           | 1,4           | 14,4         | 64,6          | 85,3          | 62,5         | 64,7          | 45,6          | 8,8           | 1,2          | 0,3          | 348,9           |
| dont neige (cm)                             | 22,4         | 21,4          | 31,1          | 22,3         | 9             | 0,1           | 0            | 0,3           | 4,7           | 12,1          | 21,9         | 23,9         | 169,1           |
| Record de pluie en 24 h (mm) date du record | 4,8 1953/08  | 1,5 1953/10   | 44,5 1910/23  | 96,3 1932/25 | 76,5 1927/23  | 160,5 1926/19 | 59,2 1942/29 | 73,4 1902/17  | 59,2 1940/13  | 38,1 1929/17  | 9,4 1998/01  | 2,5 1974/21  |                 |
| Record de neige en 24 h (cm) date du record | 35,6 1921/15 | 30,5 1928/11  | 71 1998/16    | 76,2 1920/30 | 37,2 1996/03  | 46,7 1951/05  | 0 1903/01    | 7,6 1930/30   | 29,2 1907/12  | 35,6 1928/12  | 35,6 1924/05 | 39,6 1979/14 |                 |

| Diagramme climatique                                  |             |             |           |             |              |            |            |              |             |             |              |
| J                                                     | F           | M           | A         | M           | J            | J          | A          | S            | O           | N           | D            |
| −2,1−8,422,5                                          | 0,5−5,721,5 | 4,3−1,932,5 | 10,9436,6 | 15,88,873,5 | 19,712,785,3 | 22,71562,5 | 22,614,865 | 17,610,150,3 | 12,25,220,9 | 3,7−2,323,1 | −0,7−6,824,2 |
| Moyennes : • Temp. maxi et mini °C • Précipitation mm |             |             |           |             |              |            |            |              |             |             |              |

## Démographie
Selon le recensement de 2011, la ville de High River a une population de 12 920 habitants occupant 5 473 logements privés et la densité de la population est de 905,5 hab./km2. Entre 2006 et 2011, la population s'est accrue de 20,6 %.
Selon la même source, il y a 6 355 hommes et 6 570 femmes dont l'âge médian est de 41,8 ans (40,4 pour les hommes et 43,5 pour les femmes). Il y a 7 000 personnes mariées ou vivant en union libre chez les 15 ans et plus, contre 3 615 célibataires. La langue maternelle est l'anglais pour 11 400 personnes, le français pour 180 et 1 155 allophones. Il y a 12 085 unilingues anglophones, 690 bilingues (anglais-français) et 70 qui ne parlent aucune des deux langues officielles du Canada.
| 2001  | 2006   | 2011   | 2016   |
| ----- | ------ | ------ | ------ |
| 9 383 | 10 716 | 12 930 | 13 584 |

## Personnalités liées
- Greg Neish, joueur de hockey sur glace canadien y est né en 1966

## Arts et culture
High River a certaines attractions touristiques dont des murales relatant l'histoire de la ville. Elles furent peintes durant les années 1980 à 2000. La petite ville a tenu une course de chariots bâchés, de la série World Professional Chuckwagon Association Dodge Pro Tour Championships en 2006 et 2010.
Le Museum of the Highwood (construit en 1911-12) était à l'origine la gare de train construite par le Canadien Pacifique. Il a été transformé en musée relatant l'histoire de la région en 2010 après sa restauration à la suite d'un incendie. C'est également un lieu patrimonial canadien reconnu formellement le 19 décembre 2005.
High River a servi pour de décor pour plusieurs films et séries télévisées dont :
- Smallville dans Superman 3 ;
- High River, Montana dans la série Caitlin Montana de la chaîne Nickelodeon ;
- Heartland de la CBC ;
- le téléfilm Comme une ombre dans la nuit, tiré du livre de Nora Roberts.
- La série The Last of Us, tirée du jeu éponyme, produite par HBO.